# Whittington (opéra)
Pour les articles homonymes, voir Dick Whittington, Harry Whittington et Whittington.
Whittington est un opéra-bouffe-féerie en trois actes et huit tableaux de Jacques Offenbach, livret de Henry Brougham Farnie d'après le livret en français de Charles Nuitter et Étienne Tréfeu, créé le 26 décembre 1874 au Théâtre de l'Alhambra à Londres. L'œuvre sera créée en français sous le titre Le Chat du diable à Paris le 19 octobre 1893 sous la forme d'une féerie.

## La partition
Le contenu du piano-chant édité à Londres par J. B. Cramer & co, 201, Regent Street W.
Entre crochets les ajouts dans les pages intérieures.
| Acte     | N°         | Indication sur le sommaire de la partition                 | Indication sur le sommaire de la partition | Premières paroles en anglais                                | Premières paroles en français                             |
| -------- | ---------- | ---------------------------------------------------------- | ------------------------------------------ | ----------------------------------------------------------- | --------------------------------------------------------- |
| Acte I   |            | Instrumental[e] introduction                               |                                            |                                                             |                                                           |
|          | 1          | Chœur des acheteurs                                        | Shop chorus                                | Come Shop, There Shop no more be trying                     | Répondez donc à la pratique                               |
|          | 2          | From sand glass and sundia [(The bell ringer)]             | Song & chorus                              | From sand glass and sun dial Folks the hour take, Ah!       | De mainte horloge on fait l’éloge                         |
|          | 3          | A prentice linen-draper                                    | Rondo                                      | A prentice linen-draper                                     | Nous étions dans la rue                                   |
|          | 4          | Good english beer                                          | Finale, scene 1 [Sc : 1. Act 1.]           | So long as there’s good beer in England                     | Tout bon citoyen d’Angleterre                             |
|          | 4bis       | Marche de la patrouille                                    | [Sc :2nd. Highgate]                        |                                                             |                                                           |
|          | 5          | O slumber and dream                                        | [Ballad]                                   | O slumber and dream for dark the way across the lonely moor | Sur toi dans sa rage si d’abord s’acharne un mauvais sort |
|          | 6          | Look him up                                                | Finale, scene 2 [Sc :2nd. Act 1.]          | Look him up                                                 | Il est pris                                               |
|          | 6bis       | Hornpipe scene, the ship                                   | [Sc : III.]                                |                                                             |                                                           |
|          | 7          | The haunted kickabo                                        | Song & chorus                              | Ah! Well I remember Tom Bellows                             | J’ai là dans un coin de la cale                           |
|          | 8          | Sweetheart, here I am                                      | Finale, scene 3 [Sc : 3. Act 1.]           | Sweetheart, here I am                                       | Alice ! pstt, pstt, pstt                                  |
| Acte II  |            | Entr[’]acte, instrumental                                  |                                            |                                                             |                                                           |
|          | 1          | Here in dreamly leisur                                     | Hammock chorus                             | Here in dreamly leisure                                     | Pendant qu’en cadence                                     |
|          | 2          | Woman’s wil[l] [(Ça m’est égal)]                           | Couplets avec chœur                        | A Princess I but still a woman                              | Que l’eau soit froide, chaude ou tiède                    |
|          | 3          | The ship was old [(Prenez pitié)]                          | Quintett[e]                                | The ship was old                                            | Prenez pitié                                              |
|          | 4          | O tell me pray [(Mais qu’est ce donc qu’une chatte)]       | Duett                                      | O tell me pray what’s a cat?                                | Mais qu’est ce donc qu’une chatte ?                       |
|          | 5          | Great at colonizing [Fils de l’Angleterre]                 | Rondo & chorus                             | Great at colonizing                                         | Fils de l’Angleterre                                      |
|          | 5bis       | D° D° [Exit of court]                                      |                                            | Great at colonizing                                         | Fils de l’Angleterre                                      |
|          | 6          | Cortege instrumental [Cortège]                             |                                            |                                                             |                                                           |
|          | 7          | Ballet music                                               |                                            |                                                             |                                                           |
|          | 8          | D° D°                                                      |                                            |                                                             |                                                           |
|          | 9          | Corps de ballet                                            |                                            |                                                             |                                                           |
|          | 10, 11, 12 | Variations on D° [Var:]                                    |                                            |                                                             |                                                           |
|          | 13         | Galop finale                                               |                                            |                                                             |                                                           |
|          | 14         | O wind that blows [accross the sea]                        | Ballad                                     | I wander where fair flow’s are fairest                      | Dans ce beau pays de l’Asie                               |
|          | 15         | We are very wise [(Nous possédons tous)]                   | Chorus of moonshi’s                        | We are very wise                                            | Nous possédons tous                                       |
|          | 16         | Song of the hird & the maiden                              | [The] Rat song                             | The song of the bird and the maiden                         | L’oiseau chante sous la ramée                             |
|          | 17         | The banquet’s prepared                                     | Finale & [(A)] chorus [(B) Dinner rondo]   | The banquet’s prepared bannish sorrow                       | Voici le moment où l’on dîne                              |
|          | 18 [17B]   | English meats are brought                                  | Dinner rondo & chorus                      | English meats are brought together                          | Ce pâté de Bécassines                                     |
| Acte III | 19         | While yet the earth is sleeping                            | [Chœur et ballet]                          | While yet the earth is sleeping                             | Allons jeunes filles                                      |
|          | 20         | Valse                                                      |                                            |                                                             |                                                           |
|          | 21         | Thimblerig song [(Paddok était un petit homme)]            | Chanson                                    | My gentleman so quick and nimble                            | Paddock était un petit homme, Sir                         |
|          | 22         | Little we’ve found out [(Avez vous trouvé quelque trace ?] | [Trio]                                     | Ah! little we’ve found out for master!                      | Avez-vous trouvé quelque trace ?                          |
|          | 23         | Again, again [C’est toi !]                                 | Duet[t]                                    | Again, again                                                | C’est toi ! C’est toi !                                   |
|          | 24         | Finale [At last I hope (Je suis le père)]                  |                                            | At last I hope                                              | Je suis le père                                           |
|          | 25         | [Finale The] Lord Major’s show                             | March & chorus [Marche]                    | To our Lord Major’s glory                                   | Gloire au nouveau Lord Maire !                            |